# 藤枝市立瀬戸谷中学校
藤枝市立瀬戸谷中学校（ふじえだしりつ せとやちゅうがっこう）は、静岡県藤枝市本郷に所在する公立中学校。

## 通学区域
- 瀬戸ノ谷
- 本郷
- 滝沢
- 宮原の一部

## 進学前小学校
- 藤枝市立瀬戸谷小学校